# Andronik Paleolog
Andronik Paleolog (gr.) Ἀνδρόνικος Κομνηνός Παλαιολόγος (ur. ok. 1190, zm. 1248/52) – wielki domestyk dworu bizantyńskiego, ojciec cesarza Michała VIII Paleologa. 

## Życiorys
W 1233 zdobył Rodos dla cesarstwa nicejkiego. W 1246 został namiestnikiem Tesaloniki zdobytej przez Jana III Dukasa Watatzesa. W tym samym roku otrzymał tytuł wielkiego domestyka. Swojemu synowi Michałowi powierzył zarząd dwóch miast: Mielnik i Sardes. 
Jego żoną była Teodora Angelina Paleolog. Mieli czworo dzieci:
- Maria Paleolog, żona Nicefora Tarchanioty
- Irena Eulogia Paleologina, żona Jana Kantakuzena
- Michał VIII Paleolog
- Jan Paleolog